# 梁碧玉

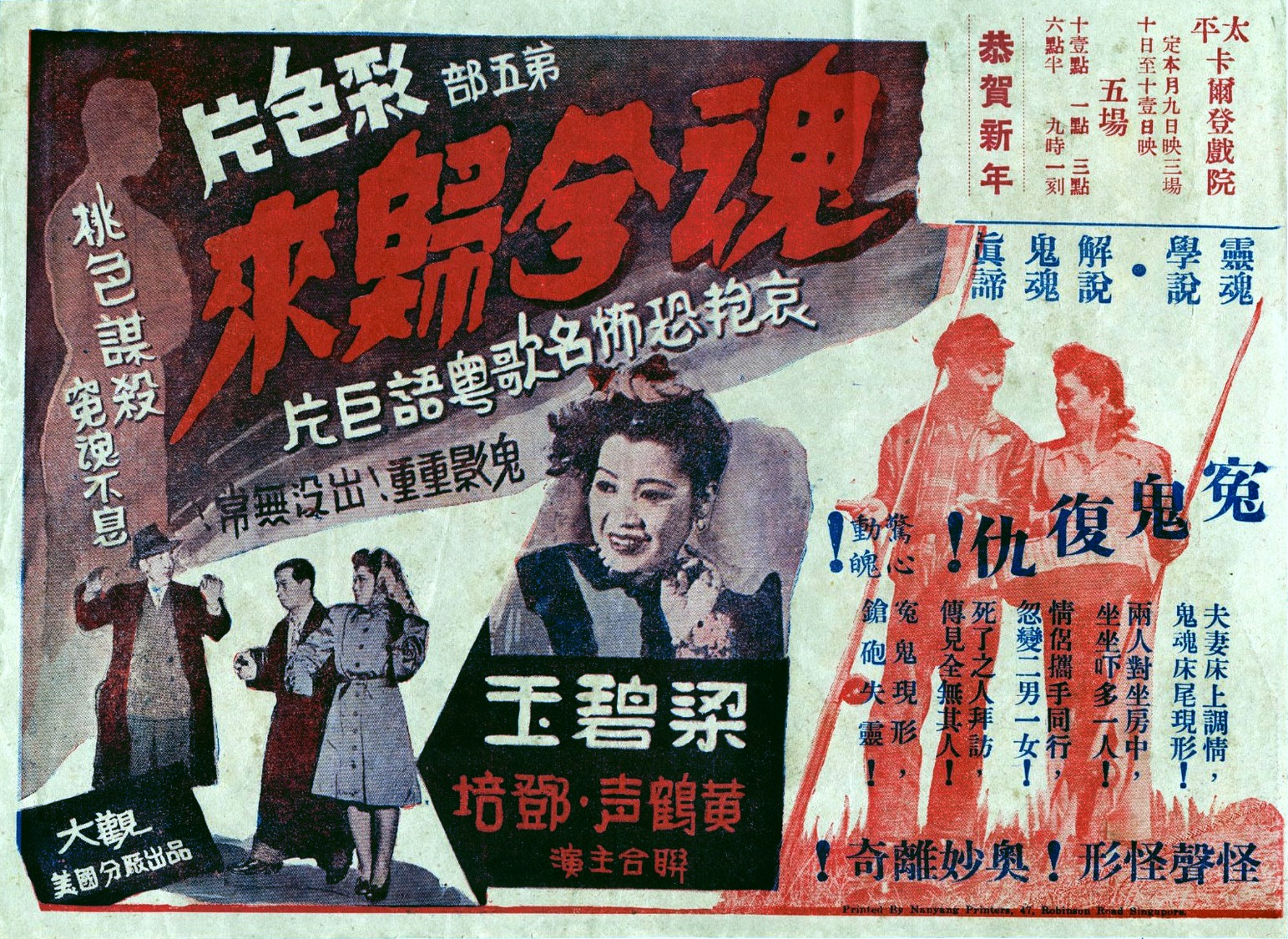
梁碧玉主演，1947年發行的粵語彩色電影 魂兮歸來》的宣傳單張(正面

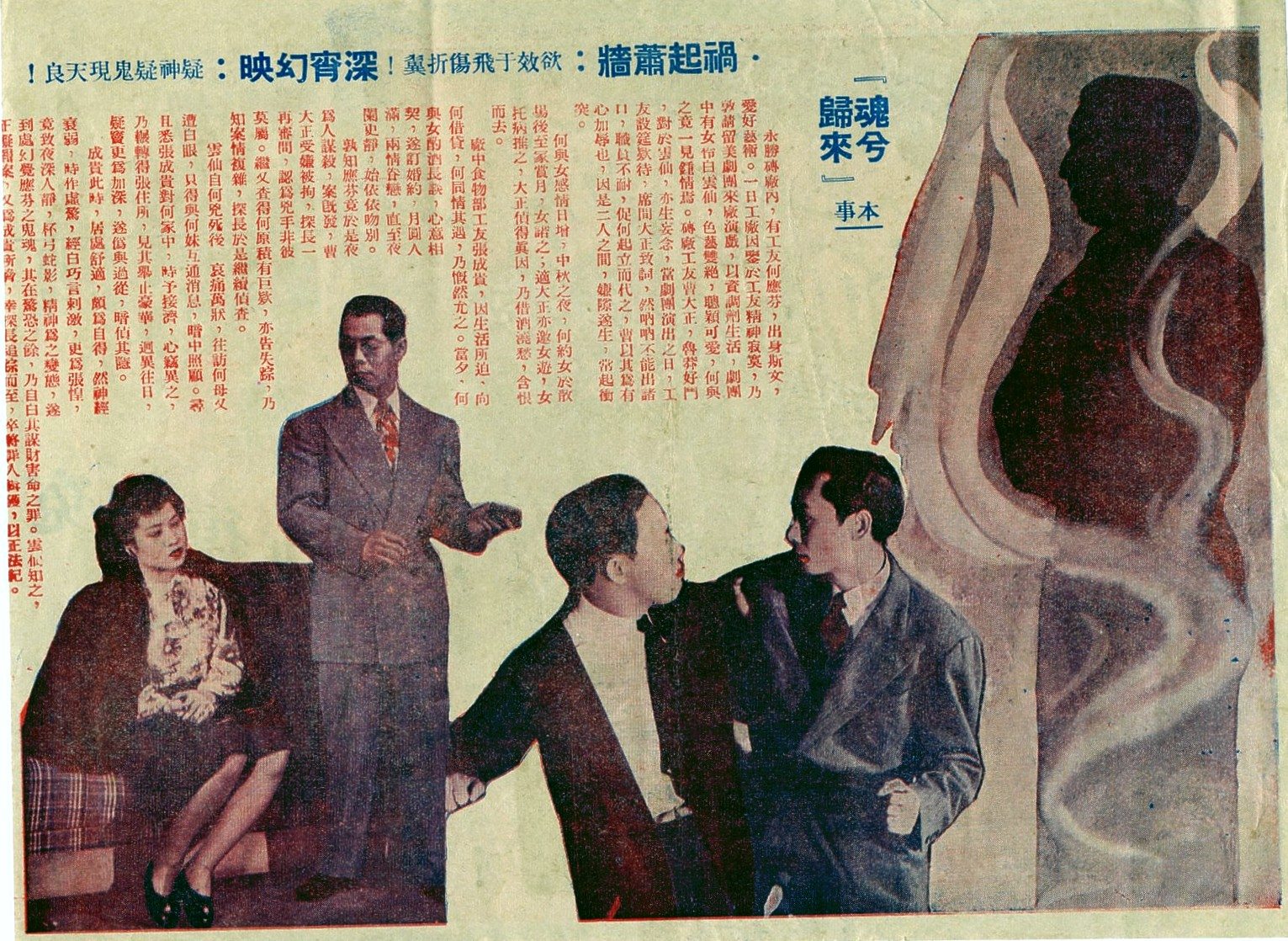
梁碧玉主演，1947年發行的粵語彩色電影 魂兮歸來》的宣傳單張(反面

梁碧玉（英語：Leung Bik Yuk），香港粵劇文武生、香港電影女演員。港九藝壇「三碧」裡的「中碧」（「大碧」為鄧碧雲；「細碧」為鄭碧影）。:79 在1955年參加「九龍珠寶首飾文員會音樂組」，常到香港電臺、麗的呼聲、香港商業電臺及綠邨電台演出粵曲，唱「上海妹腔」及「紅線女腔」。1961年被綠邨電台經理馮浩然小姐羅致，加盟作播音員。其丈夫是香港電影導演黃鶴聲。

## 梁碧玉的電影
- 20世紀40年代至50年代，她亦演出超過20齣美國及香港電影。
  - 梁碧玉的銀幕處女作是美國粵語電影《一笑博郎心》(1946年，飾演梁小姐)；
  - 此後尚參演四齣美國粵語黑白電影、四齣美國粵語彩色電影；總計參演八齣美國電影。
  - 《光明之路》(1946年)；
  - 《黑市夫妻》(1947年，擔任第一女主角)；
  - 《情海英雄》(1947年)
  - 香港放映的第一齣美國製作彩色粵語聲片《金粉霓裳》(1946年，擔任第一女主角，飾演名伶晚霞)
  - 彩色粵語聲片《魂兮歸來》(1947年，擔任第一女主角，飾演歌女白雲仙)
  - 彩色粵語聲片《娛樂昇平》(1947年)
  - 彩色粵語聲片《爭妍鬥麗》(1948年，擔任第一女主角)
  - 1948年，梁碧玉來香港參演的第一齣電影《花蝴蝶 (下集大結局)》(1948年)至息影作《三姐下凡》(1959年)，共參演13齣香港電影。

## 梁碧玉的粵曲
- 《春閨怨》：梁碧玉獨唱；
- 《苦鳳啼痕》：梁碧玉獨唱；
- 《燕歸人未歸》：梁碧玉獨唱；
- 《風雨夜歸人》：梁碧玉與廖志偉合唱；

## 外部連結
- 香港電影資料館：梁碧玉參演電影的記錄[永久]
- 香港影庫：梁碧玉 （页面存档备份，存于）
- 梁碧玉扮演崔鶯鶯的片段 （页面存档备份，存于）
- 呆佬拜壽1 梁碧玉幕後代唱
- 呆佬拜壽2 梁碧玉幕後代唱 （页面存档备份，存于）